# Синявино (Калужская область)
Синявино — деревня в Медынском районе Калужской области Российской Федерации. Входит в сельское поселение «Село Адуево».

## Физико-географическое положение
Расположена на Смоленско-Московской возвышенности, на реке Нига.
находится недалеко от Варшавского шоссе, рядом — город Медынь (13 км), село Адуево (4 км), деревня Марютино (4 км), деревня Дворики (6 км).

## История
На северо-восточной окраине деревни, на мысу левого берега реки Нига находится селище XVI-XVII веков.
В 1782 году вместе с селом Адуевское и другими деревнями находилась во владении князя Александра Александровича Урусова.
По данным на 1859 год Синявина владельческая деревня Медынского уезда, расположенная по правую сторону от Московско-Вашавского шоссе. В ней 65 дворов и 553 жителя.
После реформ 1861 года вошла в Адуевскую волость. В 1870-х в деревне имелись молитвенный дом и лавка. Население в 1892 году — 679 человек, в 1913 году — 910 человек. В начале XX века в деревне открыта земская школа

## Население
| 2002 | 2010 |
| ---- | ---- |
| 4    | ↘3   |